# Sung Hi Lee
Lee Sung-hi, conosciuta in passato come Sandra Kim (Seul, 1º aprile 1970), è una modella e attrice sudcoreana.

## Biografia
Nata in Corea del Sud, a Eunpyeong-gu (Gija-Chon), un sobborgo di Seul, attualmente vive e lavora negli Stati Uniti, dove si trasferì nel 1978. Lee ha frequentato per tre anni l'Università statale dell'Ohio grazie ad una borsa di studio. In età adulta si è convertita al cristianesimo.
Lee è apparsa in numerosi film, fra cui A Night On the Water (1998), Error in Judgment (1998), Chain of Command (2000), Betty Love (2000), This Girl's Life (2003), National Lampoon's - Vacanze di Natale (2003), La ragazza della porta accanto (2004) e L'arte della guerra 3 (2007).
Diverse anche le sue presenze televisive: è apparsa nell'episodio "Il drago" di La regina di spade nel 2001, ha interpretato il ruolo della malvagia Lady Shiva in Birds of Prey e della cameriera Sophie nella soap opera Days of our Lives. Nel 2007 è comparsa anche nell'episodio 10 della terza serie di Lost come Tricia Tanaka.  Numerose le sue apparizioni su Playboy e su altre riviste, oltre che in alcuni spot pubblicitari.